# Jason Dupasquier

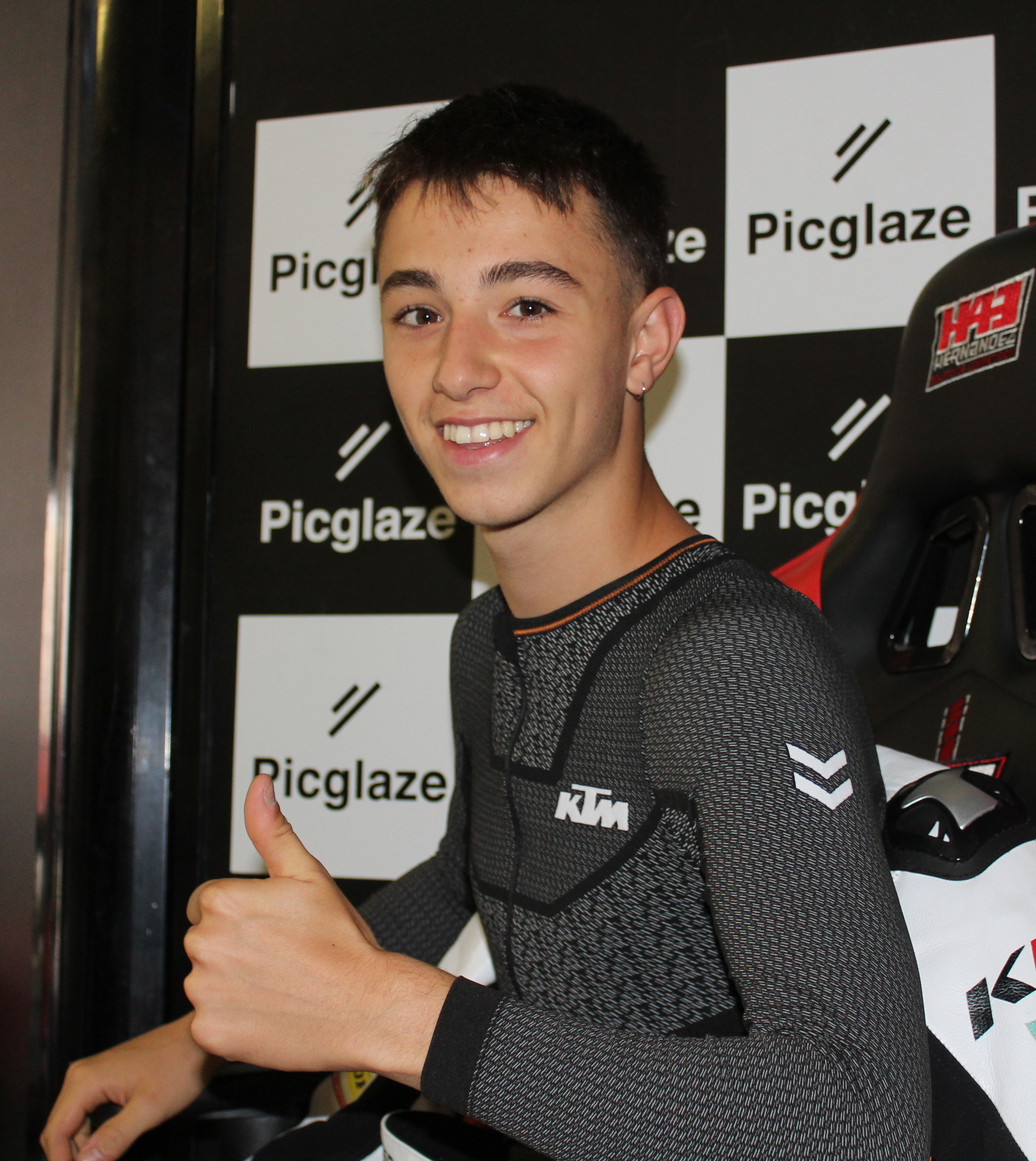
Jason Dupasquier in 2018.

Jason Dupasquier (Bulle, 7 september 2001 – Florence, 30 mei 2021) was een Zwitsers motorcoureur.

## Carrière
Dupasquier begon zijn motorsportcarrière op vijfjarige leeftijd in het dirttrack, waarin hij in de Supermoto-klasse meermaals nationaal kampioen werd. Vervolgens stapte hij over naar het circuitracen. In 2015 nam hij deel aan de ADAC Junior CUP, waar hij in 2016 kampioen werd. In 2017 werd hij kampioen in het Noord-Europese Moto3-kampioenschap. In 2018 zou hij debuteren in de FIM MotoGP Rookies Cup, maar hij miste het gehele seizoen vanwege een blessure aan zijn dijbeen. In 2019 maakte hij alsnog zijn debuut in de klasse. Hij kende een goed seizoen waarin hij op een na alle races in de top 10 finishte, met een vierde plaats op het Circuito Permanente de Jerez als beste resultaat. Met 102 punten werd hij achtste in de eindstand.
In 2020 debuteerde Dupasquier in de Moto3-klasse van het wereldkampioenschap wegrace, waarin hij uitkwam op een KTM. Hij kende een lastig debuutseizoen waarin hij geen punten scoorde en een zeventiende plaats in Frankrijk zijn beste resultaat was. Hij eindigde op plaats 28 in het kampioenschap. In 2021 verbeterden zijn resultaten flink en hij eindigde in de eerste vijf races in de punten, met twee top 10-finishes en een zevende plaats in Spanje als beste resultaat. Op dat moment stond hij tiende in het klassement met 27 punten.

## Overlijden
Op 29 mei 2021 was Dupasquier betrokken bij een zwaar ongeluk tijdens de kwalificatie voor de Grand Prix van Italië. Hij kwam ten val nadat hij in aanraking kwam met Ayumu Sasaki en hij werd vervolgens aangereden door Jeremy Alcoba in de bocht Arrabbiata 2. Hij bleef 45 minuten op het asfalt liggen voordat hij per helikopter werd overgebracht naar het Careggi-ziekenhuis in Florence, waar zwaar letsel in zijn hersenen, borst en buik werd vastgesteld. Hij werd 's nachts geopereerd aan de verwondingen in zijn borst, maar hij bleef in kritieke toestand. Op 30 mei 2021 overleed Dupasquier op 19-jarige leeftijd aan zijn verwondingen.